# エリトリア航空

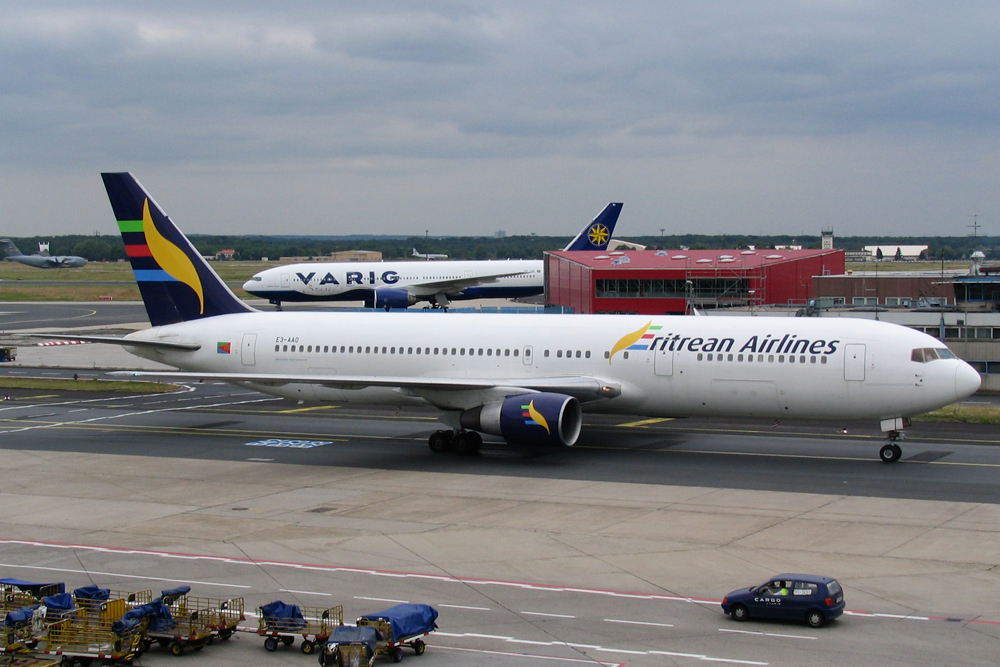
エリトリア航空のボーイング767-300ER（フランクフルト空港にて撮影）

エリトリア航空（Eritrean Airlines）は、エリトリアのアスマラ（アスマラ国際空港）を拠点とする航空会社である。株式の全てをエリトリア政府が保有している完全な国有企業である。

## 歴史
1991年の設立当初はエリトリアに乗り入れている他の航空会社に代わって貨物の積み下ろし等の地上業務を専門に行う業者であったが、2002年5月に航空業務に参入、翌年2003年4月に初就航を果たした。
2014年1月8日、航空会社を評価するサイト AirlineRatings.com において、全世界の航空会社を比較調査した結果、安全性において2つ星の低い評価を受け、448航空会社中ワースト10にランキングされた。

## 就航路線
2017年4月現在、国際線のみ運航している。
- カイロ、ミラノ、ジッダ、ハルツーム、ドバイ

## 保有機材
2017年8月現在
- ボーイング767-200ER型機 : 1機